# EK Comae Berenices
EK Comae Berenices (EK Com / 2MASS J12512144+2713470) es una estrella variable en la constelación de Coma Berenices, descubierta por Kinman et al. en 1966.
Se encuentra a una incierta distancia del sistema solar comprendida entre 760 y 850 años luz.
EK Comae Berenices es una estrella binaria cuyas componentes están tan cerca entre sí que llegan a tocarse, existiendo transferencia de masa entre ellas.
Constituye una binaria de contacto con un profundo grado de «sobrecontacto» (33%), siendo su tipo espectral cercano a K0V.
La componente principal tiene una temperatura aproximada de 5150 K y una masa de 0,967 masas solares. Con un diámetro un 7% menor que el del Sol, su luminosidad equivale al 55% de la luminosidad solar.
La componente secundaria es más caliente —su temperatura puede estar en torno a los 5300 K— y tiene el 34% de la masa de su compañera. Tiene un radio de 0,59 radios solares y una cuarta parte de la luminosidad del Sol.
El período orbital del sistema es de 0,26669 días (6,40 horas) y la separación entre ambas estrellas es de sólo 1,906 radios solares.
Además, como suele suceder en esta clase de binarias, EK Comae Berenices es una variable eclipsante, al igual que W Ursae Majoris, prototipo del grupo.
Pertenece al subtipo-A —aquellas donde se produce un eclipse total— y su brillo fluctúa entre magnitud +12,70 y +13,40.
La curva de luz es asimétrica debido a la actividad superficial de una o de las dos componentes; esta característica puede deberse a la existencia de una mancha caliente en la componente principal.